# 1330er
Portal Geschichte | Portal Biografien | Aktuelle Ereignisse | Jahreskalender | Tagesartikel

◄ |
13. Jh. |
14. Jahrhundert
| 15. Jh. | ►

◄ |
1300er |
1310er |
1320er |
1330er
| 1340er | 1350er | 1360er | ►

1330 |
1331 |
1332 |
1333 |
1334 |
1335 |
1336 |
1337 |
1338 |
1339

## Ereignisse
- 1331: Im Kaiserreich China bricht die Pest aus und kostet 65 % der Bevölkerung das Leben. Dieser Ausbruch ist der Anfang einer Pandemie, die 1347 in Europa einfällt und erst 1351 vorübergehend verebbt.
- 1331: Orhan I. erobert Nikaia
- 1337: Orhan I. erobert Nikomedeia
- 1337: Beginn des Hundertjährigen Krieges zwischen England und Frankreich (bis 1453).